# Endojos
Endojos (gr. Endoios) – grecki rzeźbiarz działający w drugiej połowie VI wieku p.n.e., pochodzący z Aten. Tworzył kultowe i kolosalne posągi, do jego dzieł zaliczany jest posąg siedzącej Ateny na Akropolu oraz Ateny Alea w Tegei. Przypisywano mu też autorstwo posągu Artemidy w świątyni Artemidy w Efezie.